# Římskokatolická farnost Dolní Slověnice
Římskokatolická farnost Dolní Slověnice je zaniklým územním společenstvím římských katolíků v rámci vikariátu České Budějovice - venkov českobudějovické diecéze.

## O farnosti

### Historie
V roce 1384 se v Dolních Slověnicích připomíná plebánie. Ta později zanikla a její území bylo přifařeno k Lomnici nad Lužnicí. V roce 1785 byla v Dolních Slověnicích zřízena lokálie a ta byla v roce 1858 přetvořena v samostatnou farnost.

### Současnost
Farnost zanikla ke dni 31.12.2019 a její území je zahrnuto do římskokatolické farnosti Lišov.
| Kostel                         | Místo           | Bohoslužba          | Bohoslužba  | Poznámka            |
| ------------------------------ | --------------- | ------------------- | ----------- | ------------------- |
| Kostel sv. Mikuláše a Linharta | Dolní Slověnice | neděle sudý čtvrtek | 11.00 16.00 | bývalý farní kostel |